# Davie Cooper
Davie Cooper (Hamilton, 25 de fevereiro de 1956 - Cumbernauld, 23 de março de 1995) foi um futebolista escocês que jogava como ponta-esquerda.

## Carreira
Ele começou sua carreira no Clydebank, onde fez se destacou e ajudou o clube na disputa do campeonato da segunda divisão na temporada 1975–76. Alguns dos grandes clubes começaram a tomar conhecimento de sua capacidade e em 1977 ele assinou pelo Rangers por £ 100.000 à pedido do técnico da equipe na época, Jock Wallace. Pelo Rangers, Cooper conquistou três campeonatos nacionais e três Copas da Escócia. Na temporada 1988-1989, ele já não estava nos planos da equipe, por esse motivo se transferiu-se para o Motherwell por £ 50.000. Em 1991, já no Motherwell, ele conquistou uma Copa da Escócia antes de voltar ao seu antigo clube, o Clydebank, em 1994.
A lenda do futebol holandês, Ruud Gullit, jogou contra Davie Cooper em um amistoso contra o Rangers quando ele atuava pelo Feyenoord, após o qual ele chamou Cooper um dos maiores jogadores que ele já viu, mais tarde ele o nomeou como um jogador do time dos seus sonhos pela revista Four Four Two.

## Seleção Escocesa
Davie Cooper competiu na Copa do Mundo FIFA de 1986, sediada no México, na qual a seleção de seu país terminou na 19º colocação dentre os 24 participantes.
Uma lesão impediu sua convocação para a Copa de 1990, encerrando sua carreira internacional após 22 partidas e 6 gols.

## Morte
No dia 23 de março de 1995, aos 39 anos de idade, ele morreu em um hospital de Glasgow após uma hemorragia cerebral. Cooper entrou em colapso no Broadwood Stadium, em Cumbernauld, um dia antes, durante as filmagens de um vídeo de treinamento.